# Друга криза у Тајванском мореузу
Друга криза у Тајванском мореузу, позната и као криза у Тајванском мореузу 1958. године, била је сукоб између Народне Републике Кине и Републике Кине. У овом сукобу, НР Кина је гранатирала острва Кинмен и острва Мацу дуж источне обале континенталне Кине у Тајванском мореузу, у покушају да преузме контролу над Тајваном од Кинеске националистичке партије, такође познате као Куоминтанг, и да испита степен одбране територије Тајвана од стране Сједињених Држава. Поморска битка се такође догодила око острва Донгдинг када је морнарица Републике Кине одбила покушај амфибијског искрцавања Морнарице НР Кине.
Тада је амерички државни секретар Кристијан Хертер наводно описао сукоб као „прву озбиљну нуклеарну кризу“.